# 谷秀荣
谷秀荣（1946年10月5日—），河南省社旗县陌陂乡张楼村人，著名豫剧表演艺术家，属常派，中国国家一级演员，现担任中国戏曲表演学会理事、河南省剧协常务理事、郑州新世纪艺术学校校长。其代表作有《五世请缨》、《西厢记》、《黑娃还妻》等。谷秀荣的唱腔具有纯正的豫剧韵味，高亢、奔放。

## 从艺经历
谷秀荣9岁进入陌陂公社文艺宣传队，1963年考入方城县豫剧团。由她主演的《西厢记》于1979年被河南电视台录制成舞台剧通过中央电视台在全国播出。1981年12月，进入河南省豫剧一团工作，期间受到豫剧大师常香玉的指导。1982年，由她在《五世请缨》一剧中饰演的佘太君一角走红中原大地，在北京、台湾等地也广受欢迎。2000年，她自费创办了艺术学校。

## 荣誉
- 1988年荣获豫剧电视大赛中获优秀演员奖
- 1990年荣获第三届戏剧大赛中获一等奖
- 1991年荣获全国豫剧广播大赛中获银奖
- 1991年荣获中国戏剧表演最高奖梅花奖